# Lauri Ylönen
Lauri Johannes Ylönen (* 23. April 1979 in Helsinki) ist Sänger und Frontmann der finnischen Band The Rasmus.

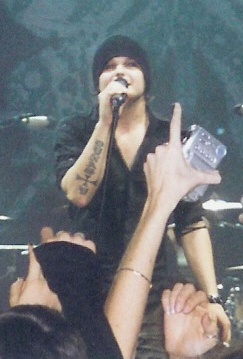
Lauri Ylönen (2005)

## Biographie

### Frühe Jahre
Mit fünf Jahren lernte Lauri Ylönen Klavier spielen. Später lernte er Gitarre und Schlagzeug. In der Grundschule lernte er Eero Heinonen (den späteren Bassisten von The Rasmus) kennen.

### The Rasmus
Anfang der 1990er Jahre trafen Ylönen und Heinonen auf der Suutarila Highschool Pauli Rantasalmi und Janne Heiskanen. 1994 startete Ylönen mit Eero Heinonen (Bass) Pauli Rantasalmi (Gitarre), und Janne Heiskanen (Schlagzeug) das Projekt The Rasmus (damals nannten sie sich zuerst "Sputnik", dann "Anttila" und schließlich "Rasmus"). Ihre ersten Auftritte hatten sie 1994 in ihrer Schule. Ylönen ist der Frontmann und Komponist der Band. Wegen der Musik brach er die Schule ab. Mit 15 Jahren unterschrieb Ylönen dann den ersten Plattenvertrag für seine Band.
Nach der Veröffentlichung von drei Alben verließ Janne Heiskanen 1998 die Band, und Aki Hakala wurde neuer Schlagzeuger bei The Rasmus. Im selben Jahr wechselten sie von Warner Music Finnland zu Playground Music Scandinavia.

### Soloprojekt
Im November 2010 vermeldeten die finnischen Medien Ylönens Ankündigung, ein Soloalbum zu veröffentlichen. Sein erstes Soloalbum New World erschien am 30. März 2011. Die Vorabsingle Heavy erschien schon am 25. Februar.

## Privates
Lauri Ylönen heiratete seine langjährige Lebensgefährtin und Mutter seines Sohnes Julius Kristian Ylönen, die ehemalige PMMP-Sängerin Paula Vesala am 8. November 2014 in Las Vegas. Dies gaben beide am 29. Dezember 2014 in einer Mitteilung bekannt. Am 5. Januar 2015 wurde die Ehe in Helsinki registriert. 2016 wurde die Ehe geschieden.

## Diskografie

### Studioalben mitThe Rasmus
- siehe The Rasmus

### Nebenprojekte
- 2001 – All I Want (featuring Killer)
- 2002 – Chillin’ at the Grotto (featuring Kwan und Siiri Nordin (Killer))
- 2004 – Bittersweet (featuring Apocalyptica und Ville Valo)
- 2005 – Life Burns! (featuring Apocalyptica)
- 2008 – Soundtrack "Blackout"

### Soloprojekt
- 2011 – Heavy (Single)
- 2011 – In the City (Single)
- 2011 – New World (Album)
- 2013 – She’s a Bomb (Single)